# Nádirigó
A nádirigó (Acrocephalus arundinaceus) a madarak osztályának a verébalakúak (Passeriformes) rendjéhez, ezen belül a nádiposzátafélék (Acrocephalidae) családjához tartozó faj.

## Előfordulása
Európában és Ázsia nyugati részén honos. Nádasok lakója. Hosszútávú vonuló, a trópusi Afrikában telel.

## Alfajai
- Acrocephalus arundinaceus arundinaceus (Linnaeus, 1758) – nyáron Európa, északnyugat-Afrika, a Földközi-tenger keleti partvidéke, Törökország, a Kaukázus, a Kaszpi-tó környéke, a Volgától nyugatra, télen a Szubszaharai Afrika;
- Acrocephalus arundinaceus zarudnyi (E. J. O. Hartert, 1907) – észak-Irak és észak-Irak, a Volgától keletre északnyugat-Mongóliáig Tádzsikisztánig és északnyugat-Kínáig, feltételezhetően ez az alfaj található az Arab-félszigeten is, télen a Szubszaharai Afrika.

## Megjelenése
Testhossza 19–20 centiméter, szárnyfesztávolsága 24–29 centiméter, testtömege pedig 24–40 gramm. Csőre erőteljes, szemsávja fehér, tollazatára a sárgásbarna szín a jellemző.

## Életmódja
Rovarokkal, pókokkal, békák ebihalaival és bogyókkal táplálkozik.

## Szaporodása
Nádszálak közé építi mély, csésze alakú fészkét. Fészekalja 4-5 foltos tojásból áll, melyeken 14-15 napig kotlik. A fiókák 11-12 nap múlva hagyják el a fészket. Gyakran a fészekparazita kakukk felnevelője.
|  |  |  |

## Kárpát-medencei előfordulása
Magyarországon rendszeres fészkelő, áprilistól szeptemberig tartózkodik a nádasok környékén.